# Banda (freqüència)
En radiofonia, s'anomena banda a un interval de freqüències determinat. Les longituds d'ona diferents posseeixen propietats diferents. Les longituds d'ona llargues poden recórrer grans distàncies i travessar obstacles; poden envoltar edificis o travessar muntanyes, però com més gran sigui la freqüència (i per tant, menor la longitud d'ona), més fàcilment es poden aturar les ones. Quan les freqüències són prou altes (desenes de gigahertzs), les ones poden ser detingudes per objectes com ara les fulles o les gotes de pluja, provocant el fenomen anomenat rain fade. Per superar aquest fenomen es necessita força més potència, el que implica transmissors més potents o antenes més enfocades, que provoquen que el preu del satèl·lit augmenti.
L'avantatge de les freqüències elevades (les bandes ku i ka) és que permeten als transmissors enviar més informació per segon. Això és degut al fet que la informació es diposita generalment en certa part de l'ona: la cresta, la vall, el principi o fi. Les altes freqüències poden transportar més informació, però necessiten més potència per evitar els bloquejos, antenes més grans i equips més cars.
Concretament, les bandes més utilitzades en els sistemes de satèl·lit són:
- Banda L
  - Rang de freqüències: 1,53-2,7 GHz.
  - Avantatges: grans longituds d'ona poden penetrar a través de les estructures terrestres; precisen transmissors de menys potència.
  - Inconvenients: tenen poca capacitat de transmissió de dades.

- Banda ku
  - Rang de freqüències: en recepció, 11,7-12,7 GHz; en transmissió, 14-17,8 GHz.
  - Avantatges: longituds d'ona mitjanes que traspassen la majoria dels obstacles i transporten una gran quantitat de dades.
  - Inconvenients: la majoria de les ubicacions estan adjudicades.

- Banda ka
  - Rang de freqüències: 18-31 GHz.
  - Avantatges: ampli espectre d'ubicacions disponible; les longituds d'ona transporten grans quantitats de dades.
  - Inconvenients: són necessaris transmissors molt potents, i són sensibles a interferències ambientals.

## Freqüències de Teledesic
La banda de freqüències més baixa amb ample espectral suficient per satisfer el servei de banda ampla proporcionat per Teledesic, com també els seus objectius de qualitat i capacitat, és la banda ka. Els enllaços de comunicació entre terminal i satèl·lit operen dins de la porció de la banda ka que ha estat identificada internacionalment per servei fix en satèl·lits no geoestacionaris, i amb una llicència que s'ha concedit als Estats Units per al seu ús en Teledesic.
Els enllaços descendents operen entre 18,8 GHz i 19,3 GHz, i els ascendents operen entre 28,6 GHz i 29,1 GHz. D'altra banda, els enllaços entre satèl·lits es produeixen en la banda dels 40-50 GHz.